# شبكة أساسية متوازية
هناك أنواع قليلة مختلفة من الشبكات الأساسية التي تستخدم في الشبكات على مستوى المؤسسات بالكامل. فعندما تبحث المنظمات عن شبكة أساسية عالية القوة والموثوقية، يجب عليها اختيار شبكة أساسية متوازية. وتختلف هذه الشبكة الأساسية عن الشبكة الأساسية المنهارة حيث تستخدم العقدة (نقطة الاتصال). وبالرغم من كون هيكل الشبكة متوازِ إلا إنها تسمح بحدوث اتصالاتٍ متكررة عند وجود أكثر من موجه أو مبدل. يتصل كل مبدل وموجه بكابلين. ومن خلال وجود أكثر من كابل متصل بكل جهاز، فإنه بذلك يضمن اتصال الشبكة بأية منطقة على نطاق شبكة المؤسسة بالكامل.
تعد الشبكات الأساسية المتوازية أكثر تكلفةً من الشبكات الأساسية الأخرى لأنها تتطلب وجود كابلات أكثر من طوبولوجيات الشبكة الأخرى. وعلى الرغم من أن ذلك قد يكون عاملًا أساسيًا عند تحديد نوع الطبولوجيا المستخدمة على نطاق المؤسسة بالكامل، فإن الكفاءة الناتجة بإضافة الأداء المتزايد وتجاوز الخطأ يعوض تكلفة الشبكة. تستخدم معظم المنظمات الشبكات الأساسية المتوازية عند وجود أجهزة حيوية على الشبكة. على سبيل المثال، إذا كان هناك بيانات مهمة، مثل كشوف المرتبات، والتي يجب إتاحة الوصول إليها دائمًا من قبل الأقسام المختلفة داخل المؤسسة، فيجب على منظمتك اختيار تنفيذ العمود الفقري المتوازي لضمان عدم فقد الاتصال على الإطلاق.